# Project V13
Project V13 (с англ. — «Проект, версия 13») — компьютерная ролевая игра, разрабатываемая студией Black Isle Studios. Игра является преемником проекта Fallout Online студии Interplay Entertainment. Разработка игры обеспечивалась Black Isle Mayan Apocalypse Replacement Program — сайта на движке InvestedIn, похожего на краудфандинговую платформу Boomstarter. Проект был свёрнут в 2014 году.

## Игровой процесс
Персонаж является одним из последних людей или новой породы мутантов. Класс «человек» разделяется на три варианта: основной человек, трансгуманист и киборг. Каждый класс имеет свои преимущества и недостатки. Трансгуманисты используют управление биологическими технологиями, чтобы развивать себя и своих потомков, в то время как Киборги для изменения себя — аппаратные механические вставки в организм. Нанниты — крошечные машины, работающие внутри Киборгов, чтобы обеспечивать устойчивое существование кибернетической расы.
Чтобы создать персонажа, игрок должен выбрать расу, пол, внешность и оснастить его согласно расе. После того, как персонаж создан, ему в председательство будет предоставлена колония. Колония может быть создана поверх пустынного города, разрушенной военной базы или АЗС. Площадка для создания идёт вместе с парой инструментов и несколькими выжившими после апокалипсиса. Председательствующий в колонии игрок может выбирать где и когда строить здания и решить как они будут работать. Для пополнения зданий сотрудниками игрок должен привлекать выживших и нанимать их работать в колонии.
Чтобы быть больше чем просто симулятором, игра предоставляет возможность гулять вокруг, участвовать в приключениях и проходить квесты. Упомянутые квесты автономны, они предоставляют возможность игроку делать что угодно для выполнения заданий. Выполнение заданий позволяет игроку получить опыт и выгоды для колонии. Миссии варьируются от путешествия за сбором утерянной технологии до защиты города от орды злодеев. Выполнение квестов приносит пользу колонии, в то время как развитие колонии помогает выстраивать прохождение квестов.
Все основные решения, связанные с навыками и статистикой, завязаны на развитии персонажа. Это позволяет «сфокусироваться» на определённом образе прохождения игры, давая игроку возможность выбрать, будет ли он в игре по характеру прирождённый лидер или деспот.

## Развитие проекта
Для работы над новой ролевой игрой Interplay возродила студию Black Isle Studios. Намекая на проект, над которым ранее работала Masthead Studios, Black Isle Studios начала разрабатывать свой Project V13. Тем не менее, «отсеяв» большинство идей и наработок, сделанных Masthead, BIS решила повернуть PV13 в другом направлении.
Чтобы собрать достаточно денег на создание рабочей демонстрационной версии, необходимой для привлечения крупных вложений, Black Isle запустила программу Black Isle Mayan Apocalypse Replacement Program (BIMAR). Подобно Boomsrarter, BIMAR позволяет людям подавать пожертвования на проект. В зависимости от размера пожертвования, даются различные награды. Постоянные вносители имеют доступ к закрытому форуму, где они могут обсудить игру и предложить разработчикам идеи.
Не имея возможности выкупить права на собственную серию Fallout, разработчики преобразовали Project V13 в другую пост-апокалиптическую ролевую стратегию, удалив все отсылки на Fallout в своей игре. Это подтверждается информацией с сайта Interplay, но разработка игры была остановлена, а проект закрыт.